# Chiu Man-cheuk
Chiu Man-cheuk aussi connu sous les noms Vincent Chiu, Vincent Zhao et Wenzhuo Zhao, est un acteur chinois, né le 10 avril 1972 à Harbin.

## Filmographie

### Comme acteur
- 1993 : La Légende de Fong Sai-Yuk (Fong Sai-yuk)
- 1993 : Il était une fois en Chine 4 : La Danse du dragon (Once Upon a Time in China IV)
- 1993 : Green Snake
- 1994 : Il était une fois en Chine 5 : Dr Wong et les Pirates (Once Upon a Time in China V)
- 1995 : Le Festin chinois (The Chinese Feast)
- 1995 : The Blade (Dao)
- 2000 : Fist Power
- 2000 : The Sino-Dutch War 1661 (en)
- 2002 : The Wesley's Mysterious File
- 2002 : Book and Sword, Gratitude and Revenge (série télévisée)
- 2010 : True Legend
- 2013 : God of War